# Jean des Brebis ou le Livre de la misère
Jean des Brebis ou le Livre de la misère est un roman d'Émile Moselly publié en 1904. Ce livre, avec Terres lorraines du même auteur, fut récompensé en 1907 par le prix Goncourt.

## Résumé
Recueil de six nouvelles d'inspiration régionaliste se déroulant en Lorraine, le livre met en scène la vie des plus humbles et des miséreux dans un cadre lorrain, rural et champêtre.
Les titres de ces nouvelles sont : Jean des Brebis, À la belle étoile, Le Revenant, La Mort du bouif, Le Trompion et Cri-Cri.

## Éditions
- Jean des Brebis ou le Livre de la misère, aux Cahiers de la Quinzaine, Paris, 1904.
- Jean des Brebis ou le Livre de la misère, aux éditions Plon, Paris, 1907.